# Волиця (Давидівська сільська громада)
Воли́ця — село в Україні, у Львівському районі Львівської області. Колишня назва — Перша Вулька. Населення становить 257 осіб. Орган місцевого самоврядування — Давидівська сільська рада.

## Населення
За даними всеукраїнського перепису населення 2001 року, у селі мешкало 257 осіб. Мовний склад села був таким:
| Мова       | Число ос. | Відсоток |
| ---------- | --------- | -------- |
| українська | 256       | 99,61    |
| білоруська | 1         | 0,39     |